# Cartigny-l’Épinay
Cartigny-l’Épinay ist eine französische Gemeinde mit 301 Einwohnern (Stand 1. Januar 2022) im Département Calvados in der Region Normandie.

## Geographie
Cartigny-l’Épinay liegt nur wenige Kilometer landeinwärts von der Küste zum Ärmelkanal, etwa auf halber Wegstrecke zwischen der östlich liegenden Stadt Bayeux und der südlich liegenden Stadt Saint-Lô.

### Nachbargemeinden
Beginnend im Westen im Uhrzeigersinn grenzen an Cartigny-l’Épinay die Gemeinden Lison, Isigny-sur-Mer mit Castilly, Saint-Marcouf, La Folie, Tournières und Sainte-Marguerite-d’Elle.

## Bevölkerung

### Einwohnerentwicklung
| 1962 | 1968 | 1975 | 1982 | 1990 | 1999 | 2006 | 2019 |
| 433  | 382  | 303  | 263  | 273  | 279  | 296  | 292  |

### Religionen
Die Katholiken in Cartigny-l’Épinay gehören zur Pfarrgemeinde des Heiligen Exuperius im Bessin (Paroisse Saint Exupère en Bessin) mit Sitz in Trévières des Dekanates Pays du Bessin (Doyenné de Pays du Bessin) des katholischen Bistums Bayeux-Lisieux (Diocèse de Bayeux-Lisieux).

## Geschichte
Die Gemeinde entstand 1826 durch die Vereinigung der beiden Weiler L’Epinay-Tesson und Cartigny.

## Wappen
Das Wappen von Cartigny-l’Épinay zeigt „in Rot zwei gekreuzte schwarze Schlüssel“.

## Gemeindepartnerschaft
Seit 1982 besteht eine Partnerschaft mit dem Salzkottener Stadtteil Verlar in Nordrhein-Westfalen.

## Kultur und Sehenswürdigkeiten
Bemerkenswert ist das Gutshaus aus dem 18. Jahrhundert und der Bauernhof von Fosse-aux-Loups.
Die dem heiligen Petrus geweihte Kirche von Cartigny-l’Épinay ist aus dem 13. Jahrhundert, zum großen Teil aus roten Natursteinen erbaut, mit einem großnasigen Kranzgesims um den Chor. Ihr Glockenturm wurde im 17. Jahrhundert fertiggestellt. Vier Steinstatuen aus dem 14./15. Jahrhundert wurden Ende des 20. Jahrhunderts auf dem Friedhof wiedergefunden, darunter eine Madonna mit dem Kinde und der Heilige Johannes der Täufer. Die beiden anderen stellen wahrscheinlich den Heiligen Regnobert, den zweiten Bischof von Bayeux, und die Heilige Barbara dar.

### Regelmäßige Veranstaltungen
Jeweils am letzten Sonntag im August findet das jährliche Patronats- und Gemeindefest statt.